# Risikosportler

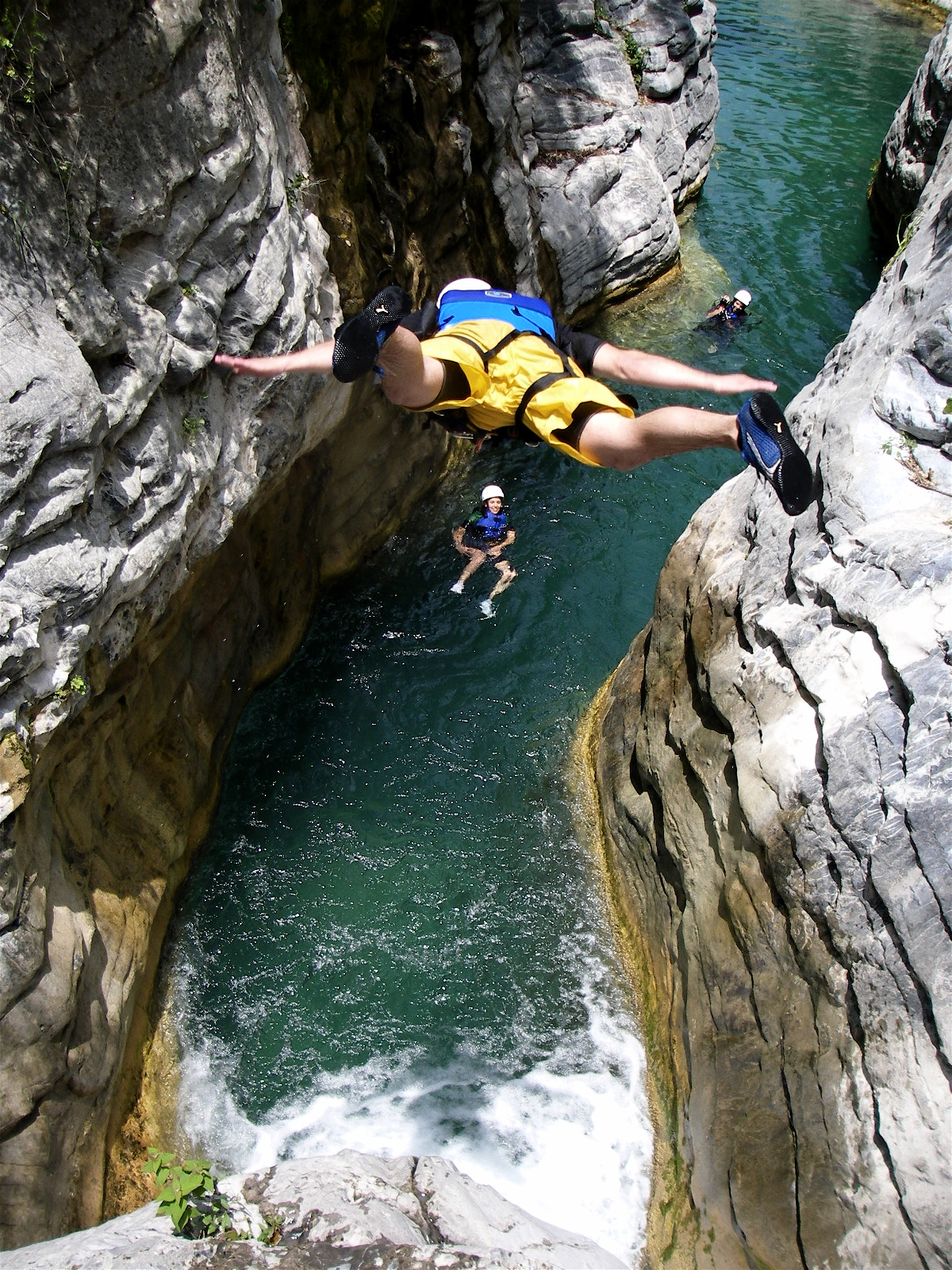
Canyonspringer in Mexiko (Cañón de Las Adjúntas, Mexico)

Risikosportler ist eine in Umgangssprache und Fachliteratur gebräuchliche Bezeichnung für einen Menschen, der sich – bewusst oder unbewusst – im Sportbereich erheblichen Unwägbarkeiten und Gefahren aussetzt, die er nicht angemessen beherrschen kann, bei deren Bewältigung er infolgedessen weitgehend auf ein günstiges Schicksal angewiesen ist.

## Begriff
Das Kompositum aus den beiden Teilbegriffen „Risiko“ und „Sportler“ stellt einen Sinnzusammenhang her zwischen einem Gefahrenpotenzial einerseits (Risiko) und einer Person (Sportler) andererseits, die von dieser Gefährdung betroffen bzw. durch deren spezifische Gegebenheiten und Verhaltensweisen sie begründet wird. Eine ähnliche Begriffsbildung findet sich etwa im Medizinbereich mit dem Begriff des „Risikopatienten“. Als Risikosportler ist zunächst grundsätzlich zu verstehen, wer einen Risikosport betreibt. Darüber hinaus charakterisiert der Begriff eine Persönlichkeit, die sich durch ein überdimensioniert risikointensives Handeln kennzeichnet, das sich in jedem Sport ausleben kann.

## Risikosport und Risikosportler
Wie es die Wortzusammensetzungen der beiden Komposita schon formal ausdrücken, bezeichnen sie inhaltlich zwei unterschiedliche Gefährdungsansätze:
Während beim sogenannten Risikosport wortgerecht der entscheidende Anteil der Gefährdung von der Sache Sport, etwa Materialfehlern des Sportgeräts oder technischen Mängeln der jeweiligen Sportart, ausgeht, ist die Gefährdung beim Risikosportler in der Persönlichkeit des agierenden Individuums, etwa in seiner Unerfahrenheit, einer mangelnden Sportbeherrschung oder in Unzulänglichkeiten seiner Selbsteinschätzung begründet. Die Risikogefährdung kann also, muss aber nicht von der Sportart, also der betriebenen Sache, ausgehen, sondern kann auch allein aus den spezifischen Gegebenheiten des einzelnen Sportlers resultieren. Der Psychologe Ulrich Aufmuth ist der Motivationsfrage beim extremen Bergsteigen nachgegangen und fand heraus, dass die Identitätssuche, als mutiger Mensch zu gelten und sich eine entsprechende Ausstrahlung zu verschaffen, bei vielen Bergsteigern von so großer Bedeutung ist, dass sie sich bereit finden, auch ihnen von der Natur gesetzte Grenzen des Risikos zu überschreiten.
Der Risikosportler begibt sich in eine sportliche Situation, deren Gefahrenpotenzial für ihn nicht überschaubar und nicht oder nur sehr schwer beherrschbar ist. Diese subjektive Sachlage, die für jeden Sportler entsprechend den individuellen Kompetenzen anders zu bewerten ist, erschwert im Einzelfall eine objektive Einschätzung. Hinzu kommt, dass sich in der konkreten Zuordnung zu bestimmten Handlungen und Sportformen zwischen dem (gefühlten) Verständnis Außenstehender und der (erlebten) Einschätzung der Betroffenen selbst und der reflektierenden Fachwelt oft erhebliche Divergenzen auftun.
Aus diesen Überlegungen definiert sich ein Risikosportler nach Siegbert A. Warwitz weniger aus der Betätigung in einer bestimmten (prinzipiell beherrschbaren) Sportart als durch sein individuell besonders riskantes Verhaltensprofil und sein spezifisches Handeln in irgendeinem Sport. Er beschreibt Risikosportler entsprechend als Hasardeure, die „Risiken eingehen, auf die sie nicht vorbereitet sind, die sie nicht verantworten können, die sie nicht überschauen oder einfach ignorieren.“

## Charakteristik des Risikosportlers
Der Psychoanalytiker Michael Balint typisiert den Menschen, der bewusst die Gefahr sucht, den Gefahren eher anziehen als abschrecken und der sich im Sportbereich als Risikosportler präsentiert, mit dem Begriff Philobat. Der Wagnisforscher Siegbert A. Warwitz verwendet für ihn auch die Bezeichnungen Thrill-Sucher, Risiker oder Hasardeur und interpretiert als wesentlichen Impulsgeber das Streben nach einer Intensivierung des Lebensgefühls, das sich z. B. individualpsychologisch über das Phänomen der Angstlust oder sozialpsychologisch über ein öffentlichkeitswirksames Ruhmstreben ein Betätigungsfeld sucht, ohne dabei die zu erwartenden Gefährdungen vernunftgemäß und ethisch verantwortbar zu reflektieren. Der US-amerikanische Physiologe Marvin Zuckerman spricht in diesem Zusammenhang von Sensation Seeking, das auf physiologischer Ebene einen Anstieg des Adrenalinspiegels bewirkt und damit Glücksempfindungen auslöst. Nach Michael Apter können diese Empfindungen rauschhafte Züge annehmen.
Der Risikosportler liebt die Herausforderung durch die Gefahr. Indem er sich auf hochgradig unsichere Situationen und Aufgaben einlässt, genießt er den Nervenkitzel, den die Möglichkeit des Scheiterns auslöst. In einem alten Bergsteigerlied der Jugendbewegung heißt es: „Mit Seil und Hacken, den Tod im Nacken, hängen wir an er steilen Wand“, Noch heute umgeben sich manche Extreme mit der Aura todesmutigen Wagens und kennzeichnen sich selbst als Risikosportler, indem sie ihren Büchern Titel geben wie „Bis ans Limit und darüber hinaus“, „Am seidenen Faden – K2 und andere Grenzerfahrungen“ „Überlebt – Alle 14 Achttausender“ Da es sich weitestgehend um Autobiografien, also Selbstdarstellungen aus dem Eigenerleben unmittelbar Betroffener, handelt, vermitteln sie aufschlussreiche Einblicke in die Denk- und Erlebnisweisen von Risikosportlern. Die riskanten Unternehmungen können im äußersten Fall Ordalcharakter annehmen, wie der französische Wagnisforscher David Le Breton konstatiert. Er erläutert diese Feststellung mit Aussagen wie: „Nur noch das Nein des Todes kann dem Akteur die Lebenslust zurückgeben“ (S. 49) oder „Man setzt sein Leben aufs Spiel, um es besser retten zu können.“ (S. 46)
Neben diesen personalen Motiven spielen im professionellen Bereich von außen kommende Impulse eine wesentliche Rolle wie die Notwendigkeit, durch medienwirksame spektakuläre Taten eine möglichst hohe öffentliche Aufmerksamkeit zu erreichen und dem Druck der Sponsoren gerecht zu werden, auf die vor allem die Berufsabenteurer angewiesen sind.

## Erscheinungsformen
Risikosportler finden sich auf zahlreichen Feldern des Sporttreibens. Die Risikogefährdung geht dabei seltener von dem betriebenen Sport als vom unangemessenen Verhalten der Sportlerpersönlichkeit aus, die die Grenzen des Sports und seine Regeln missachtet bzw. das eigene Können überfordert. Ein Sportler, der die Sicherheitsvorschriften und Anforderungen eines etablierten, auch wagnishaltigen, Sports beherrscht und beherzigt, ist kein Risiker. A. Engeln hat dazu in einer speziellen Studie das Phänomen der Risikobegeisterung bei Motorradsportlern untersucht. Warwitz führt in etlichen Publikationen und Interviews konkrete Beispiele aus zu verschiedenen Sportarten und verdeutlicht dabei, wann aus einem Sportler ein „Risikosportler“ wird: Zum Risiker wird danach z. B.
- ein Bergwanderer, der untrainiert, unzureichend ausgerüstet, ohne Karte und Ortskenntnis, ohne eine gewissenhafte Tourenplanung und Kenntnis der Wetterentwicklung ins Hochgebirge aufbricht
- ein Bergsteiger, der sich trotz Gewitterwarnung in einen Klettersteig begibt
- ein Skater, der ohne Helm, Knie- und Armschützer riskante Stunts vollführt
- ein Skifahrer, der unangepasst und rücksichtslos mit Hochgeschwindigkeit eine stark frequentierte Piste abfährt
- ein Gleitschirmflieger, der trotz einer nahenden Gewitterfront und zu erwartender Stark- und Scherwinde einen Start riskiert
- ein Drachenflieger, der in ein Wolkenfenster startet, das sich jederzeit schließen kann
- ein Segler, der bei aufziehendem Unwetter nicht schnellstens einen rettenden Hafen ansteuert
- ein Motorsportler, der seine Freude an Auto- oder Motorradrennen im öffentlichen Straßenverkehr auslebt
- ein Kajakfahrer, der ohne vorherige Streckenkontrolle in einen steilfelsigen Wildwasserfluss einsteigt, der Blockaden enthalten kann und Notausstiege bieten muss

Die Fachliteratur spricht vor allem dann von einem „Risikosportler“, wenn sich mangelhafte Sicherheitsvorkehrungen sowie regel- und vernunftwidrige Verhaltensweisen über den Einzelfall hinaus zu einem dauerhaften Charaktermerkmal der Persönlichkeit ausgewachsen haben.
Der Freizeitforscher Horst W. Opaschowski sucht in einer Studie nach Gründen, warum sich gerade in neuerer Zeit im Freizeitbereich und auf wechselnden Betätigungsfeldern gehäuft Risikosportler auszuleben versuchen.

## Rechtliche Konsequenzen
Über die Berechtigung von Abschlägen und Sondereinstufungen der Risikosportler wird in der Öffentlichkeit seit Jahren kontrovers diskutiert.
Weil die Unfälle jedoch stark person- und weniger sportartabhängig sind, tun sich die Versicherungen schwer mit einer Einstufung. So gibt es keine allgemein verbindliche Liste. Immerhin unterscheiden die Versicherungen in der Regel zwischen Extremsportlern und Risikosportlern. Die Versuche einer Bindung an bestimmte Sportarten haben sich als sachlich untauglich erwiesen. So lassen sich etwa die sportlichen Risiken der Gleitschirm- und Drachenflieger wegen der relativ niedrigen Unfallquoten in der Bundesrepublik Deutschland heute zu normalen Tarifen der Unfall- und Haftpflichtversicherung absichern.
Das schweizerische Versicherungswesen unterscheidet nach „absoluten Wagnissen“, die etwa von Sportarten wie Speedflying oder Basejumping ausgehen und „relativen Wagnissen“, die auf Fehlverhaltensweisen der Sporttreibenden zurückzuführen sind wie das Missachten üblicher Regeln und Vorsichtsmaßnahmen. Das Versicherungsrecht formuliert letzteres Verhalten entsprechend als «Handlungen, mit denen sich der Versicherte einer besonders grossen Gefahr aussetzt, ohne die Vorkehren zu treffen oder treffen zu können, die das Risiko auf ein vernünftiges Mass beschränken». Dabei muss der Risikosportler gemäß Art. 39 UVG und Art. 50 UVV mit einer Kürzung der Geldleistungen um die Hälfte und in besonders schweren Fällen mit einer völligen Verweigerung von Zahlungen durch die Versicherung rechnen.

## Moralische Konsequenzen
Risikosportler werden von den Sportverbänden ungern in ihren Reihen gesehen, weil sie ohne Not die Unfallzahlen erhöhen und damit das Ansehen der Sportart in der Öffentlichkeit schädigen. Vor allem die besonders unfallgefährdeten Sportarten bieten daher in der Regel Ausrüstungshinweise, Gerätkontrollen, Sicherheitskurse und allgemeine Verhaltensregeln an. Soweit Risikosportler gegen kodifizierte Vorschriften verstoßen, wird das auch strafrechtlich von den Gerichten geahndet. Da die möglichen Unfallfolgen nicht nur den Risikosportler selbst, sondern auch Unbeteiligte mit betreffen können und über die Rettungsdienste, Versicherungen und medizinischen Versorgungseinrichtungen auch die Solidargemeinschaft beteiligt wird, hat der Risikosportler in der öffentlichen Meinung keinen guten Ruf. Es wird daher dringlich eine Förderung des Wertbewusstseins der Akteure des extremen Handelns gefordert, etwa in Form einer von Kindheit an betriebenen Wagniserziehung. Große Verbände, wie etwa der Deutsche Alpenverein (DAV) tragen dieser Idee bereits Rechnung, indem sie versuchen, das Handeln ihrer Mitglieder in Ausbildung und regelmäßigen Aktionen auf eine ethische Basis zu stellen, bei der Besonnenheit und Rücksichtnahme auf die eigene Gesundheit, auf Mensch und Natur, die Maßstäbe setzen.